# Barrio de Begoña
El barrio de Begoña es uno de los barrios de Bilbao.

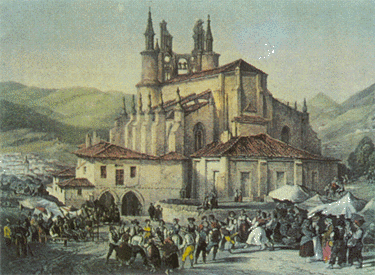
Romería a finales del

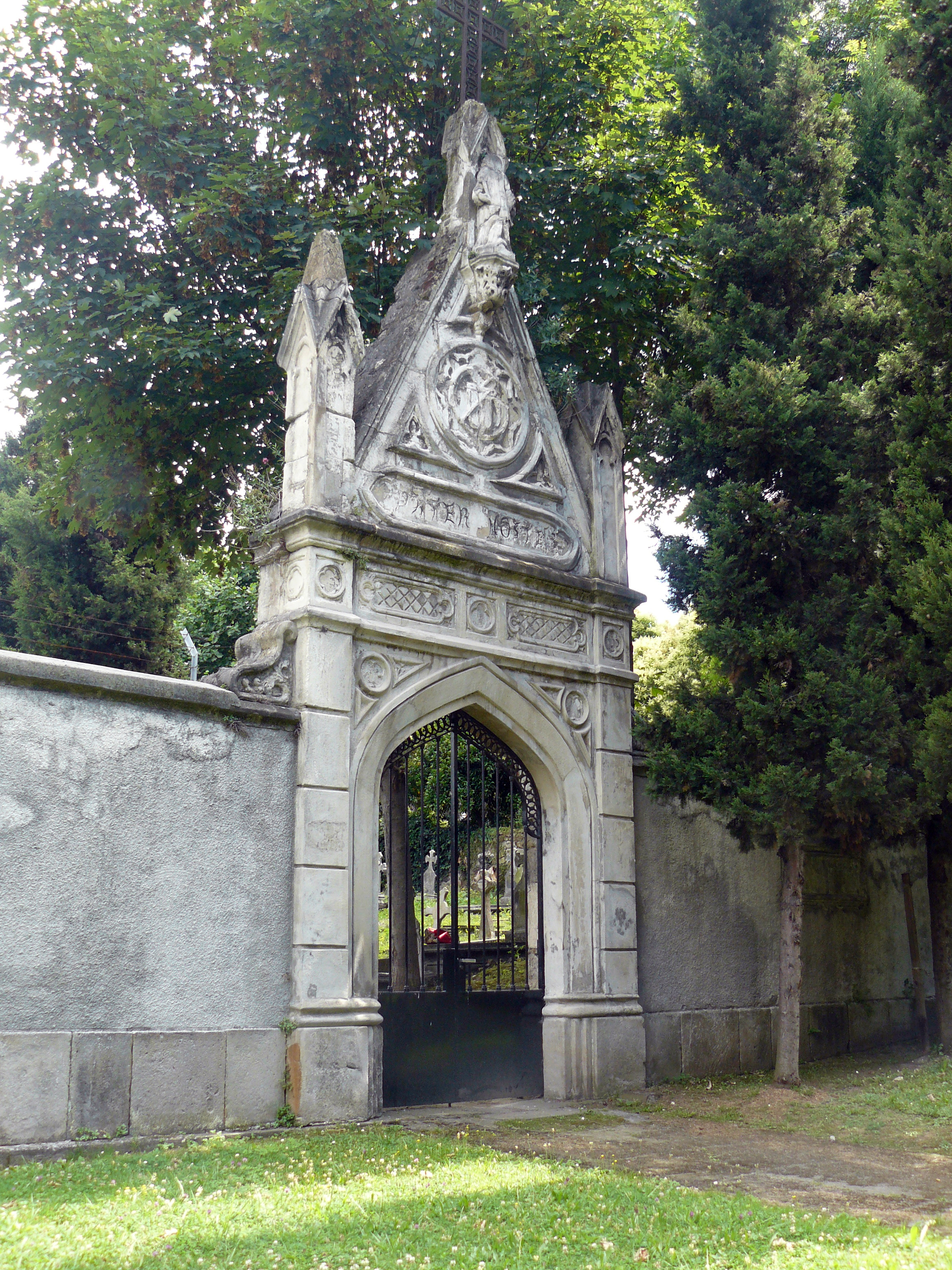
Cementerio

## Barrio deBegoña

### Nombres de las calles

#### Calle de María Aguirre Aguirre
Esta calle, paralela a Virgen de Begoña, es prácticamente desconocida como tal. La mujer que le da el nombre, que se llamaba María y había nacido en Liverpool, donó 98 000 pesetas para pagar la corona que le fue impuesta a la Virgen de Begoña por León XIII en 1900.

#### Calle Batalla de Lepanto
Esta calle, paralela también a Virgen de Begoña, se construyó en 1971, en el IV centenario de la batalla de Lepanto.

#### Calle Pedro Cortés
Pedro Cortés era médico municipal del ayuntamiento de Begoña. Tras la anexión pasó a ser uno de los responsables de la sanidad bilbaína. Murió asesinado el 4 de enero de 1937 intentando evitar que una turba de anarquistas asaltase la cárcel-hospital de los Ángeles Custodios en la que se hallaban retenidos militares que habían intentado sublevarse, así como dirigentes falangistas y carlistas.

#### Calle Begoñalde
Su significado en euskera es "zona de Begoña".

#### Barrio de la Cruz
Fue construido en 1910 a instancias del jesuita Remigio Vilariño. Recibió el nombre de Santa Cruz en recuerdo de la batalla de las Navas de Tolosa. La parroquia que está al lado recibe el mismo nombre.

#### Calle José María de Ugarteburu
Organista natural de Orduña. Escribió el "Himno a la Virgen de Begoña" premiado en 1880, el año de la gran peregrinación a Begoña. Barrio donde se encuentra un grupo de tiempo libre.
El grupo se llama: Begoñako Irrintziak Astialdi Taldea.

#### Calle Párroco Ugaz
Travesía que enlaza el camino del polvorín con la Avenida de Zumalakarregi. El Padre Maestro Pedro de Ugaz fue el autor de la primera Historia de la Virgen de Begoña. En 1598 los vecinos le eligieron párroco de su feligresía, cargo en el que estuvo hasta 1647. Escribió numerosas obras que han permanecido inéditas hasta tiempos recientes.

#### Calle Vía Vieja de Lezama
Calle que partiendo de la plaza Larrazabal asciende hasta Archanda. Por esta vía pasaba el tren a Lezama inaugurado en 1898. Pero un descarrilamiento en 1900 y la explosión de una locomotora en 1901, provocaron que se suspendiese este trazado y sustituirlo por el actual que se inauguró en 1908.

#### Calle Remigio Vilariño
Calle paralela al Barrio de la Cruz, en un lateral de la parroquia. Fomentó y participó en la construcción del citado barrio.

#### Calle Virgen de Begoña

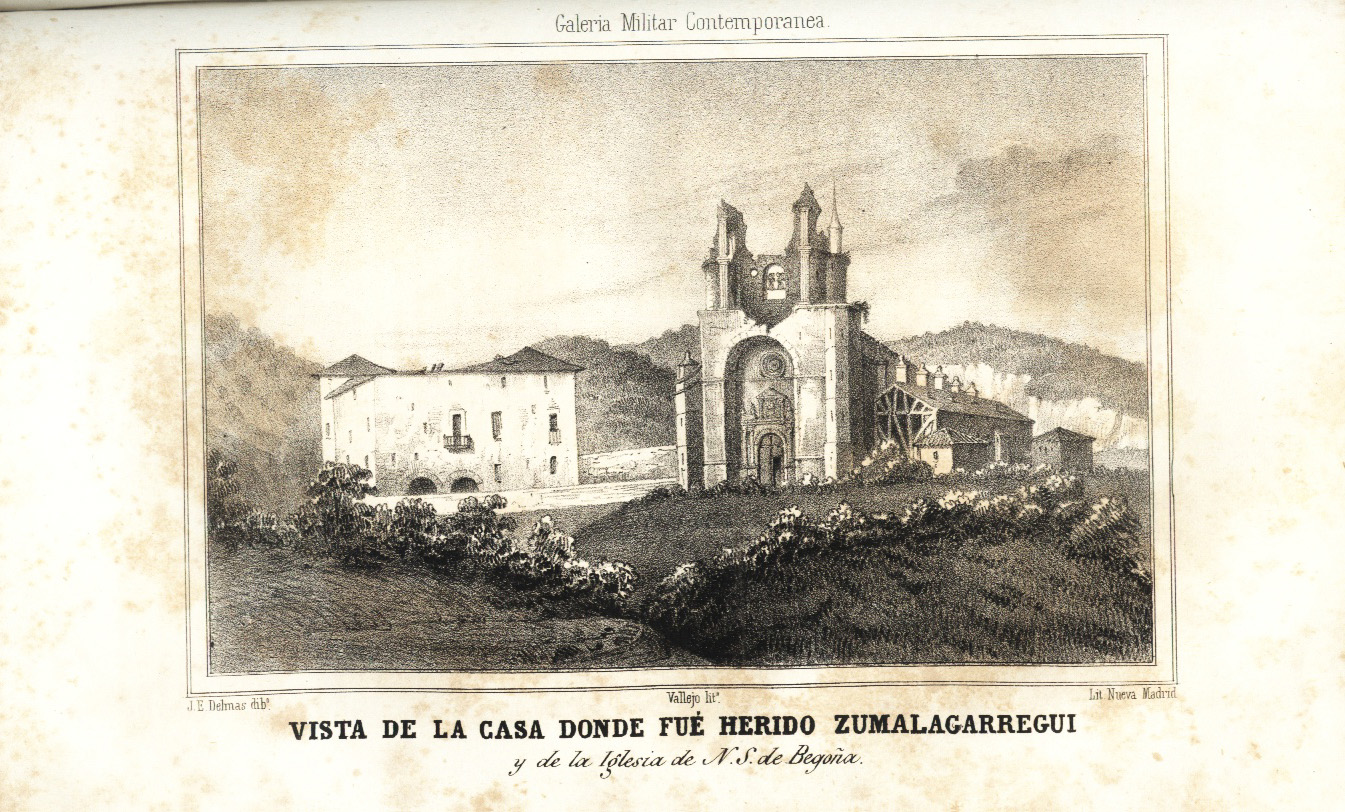
Grabado que muestra la Basílica de Begoña y la casa donde fue herido Tomás de Zumalacárregui en 1846.

Esta calle, que tiene el título de "Real Calle", ocupa parte del Viacrucis que asciende a la Basílica de Begoña.

#### Calle Zabalbide
La calle más larga de Bilbao. No se cree que haga referencia a una calle ancha, puesto que en algunos tramos es muy estrecha. Se cree que era Zabalabide y que el nombre mutó con el paso del tiempo. Prueba de ello era la presencia de dos caseríos llamados Zabala en la zona.

#### Avenida de Zumalacárregui

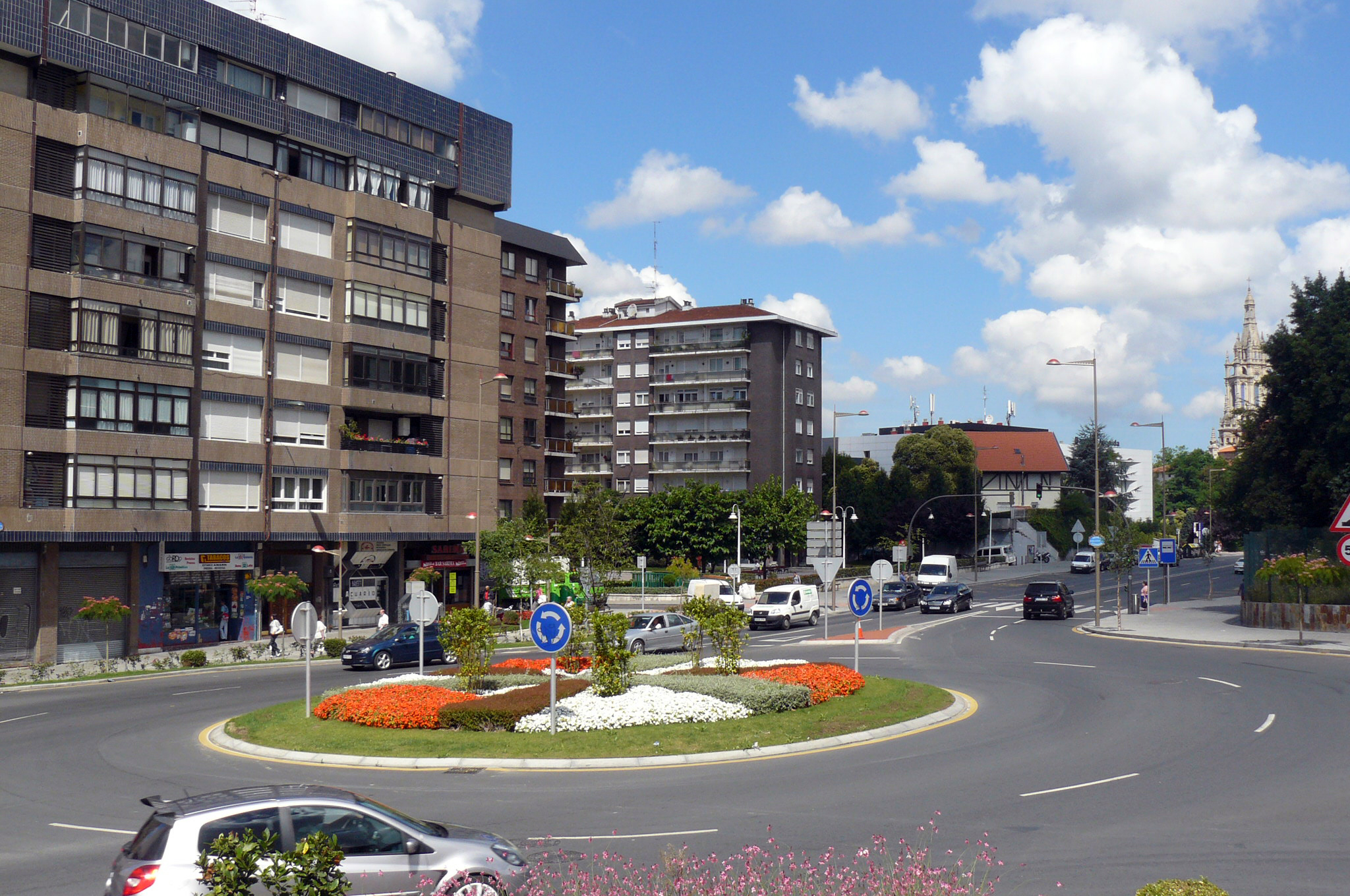
Rotonda en la Avenida Zumalacárregui. A la derecha, las torres de la Basílica.

Avenida que divide el barrio en dos distritos separados. Tomás de Zumalacárregui y de Imaz destacó en la Guerra de la Independencia. A la muerte de Fernando VII abrazó la causa del Pretendiende Carlos y asumió el mando de las milicias de Navarra y del País Vasco transformándolas en un auténtico ejército. Mientras sitiaba Bilbao, en una casa cercana a la Basílica de Begoña, recibió un disparo de una bala perdida y murió días más tarde en Cegama por una infección de esa herida.

#### Calle Santo Domingo de Guzmán
Grupo de viviendas paralelo a las calzadas de Mallona. Se construyeron en 1970, en el VIII centenario del nacimiento de Santo Domingo de Guzmán, fundador de los dominicos.

#### Calle Prim
El general Juan Prim y Prats, héroe de la batalla de Castillejos, fue uno de los artífices de la Revolución Gloriosa de 1868. Luego provocó la elección de Amadeo I como rey de España. Fue asesinado antes de la llegada del nuevo rey.

#### Camino del Polvorín
Esta calle recibe el nombre por la presencia de un polvorín de la anteiglesia de Begoña utilizado durante las guerras carlistas.

#### Calle Maestro Mendiri
Calle que desde la basílica baja, junto a la Virgen Blanca hasta Mazustegui. Antonio Mendiri, riojano de nacimiento, era el maestro del ayuntamiento de Begoña, y desde la anexión de 1924, del Bilbao.

#### Calle Mazustegui
Parece que recibió este nombre debido al gran número de zarzamoras que había en la zona. Proviene del término en euskera masusta: mora + -tegi: lugar.

#### Calzadas de Mallona

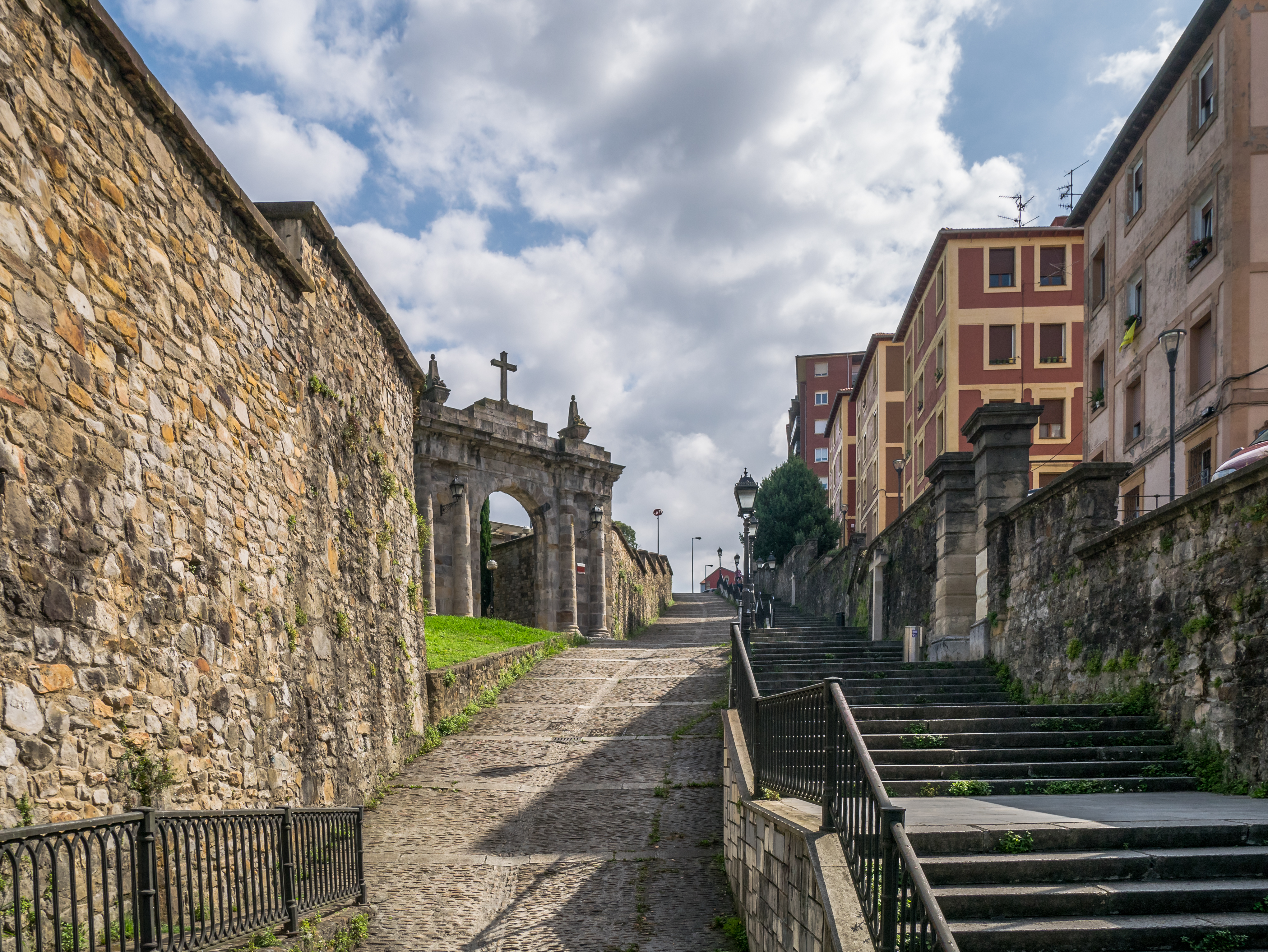
Calzadas de Mallona y puerta del antiguo cementerio.

El ayuntamiento de Bilbao compró los terrenos de una caserío llamado Mallona, para poder hacer el cementerio que hoy en día es el campo de fútbol. Posteriormente se pasó el nombre también a las llamadas Calzadas de Mallona. Ocupan parte del Viacrucis que desde la plaza Miguel de Unamuno asciende a la basílica.

#### Plaza Juan XXIII
Cuando Juan XXIII todavía era conocido como Angelo Roncali y era cardenal, visitó la basílica. Poco después fue elegido Papa. En este solar se hallaba el antiguo ayuntamiento de la anteiglesia de Begoña conocido como la casa de la República. Delante de la misma se hallaba la plaza de la República. La construcción de los túneles de Begoña motivó el derribo del ayuntamiento y de las escuelas municipales de Begoña, tomando el aspecto actual.

#### Calle Elizalde
Calle que sube a la basílica desde Párroco Ugaz. Significa "zona de la iglesia".

#### Calle Amadeo Deprit
Descendiente por línea paterna de belgas, este cristalero fue el último alcalde de la República de Begoña. Esta calle va desde la rotonda de Etxebarria hasta Mazustegi.

#### Caserío Larrazabal
En este lugar se hallaba el caserío donde el 3 de junio de 1893 Sabino Arana expuso por vez primera el ideario nacionalista.

#### Calle Bilintx
Esta calle hasta 1980 se llamaba Juan de Garay, fundador de Buenos Aires. Actualmente toma el apodo de Guillermo Joaquín Indalecio Bizkarrondo Ureña, 'Bilintx, un afamado bertsolari donostiarra del s. XIX.

#### Camino Atxeta
Largo camino que desde San Isidro asciende hasta la falda de Santo Domingo. Hace referencia a unas peñas, tal vez existentes en el pasado en la zona.

#### Calle San Isidro
En una zona rural como era Begoña no es de extrañar que se rindiese culto a San Isidro Labrador, patrono del campo.

## Transporte
- Bilbobus; Líneas que pasan por Begoña:

| Línea | Recorrido                   | Frecuencia (minutos) |
| ----- | --------------------------- | -------------------- |
| 03    | Plaza Biribila - Otxarkoaga | 10                   |
| 13    | San Inazio - Txurdínaga     | 12                   |
| 27    | Arabella - Betolatza        | 15                   |
| 30    | Txurdínaga - Miribilla      | 15                   |
| 38    | Otxarkoaga - Termibús       | 15                   |
| 40    | Santutxu - Plaza Biribila   | 12                   |
| 48    | Santutxu - Lezeaga          | 15                   |
| 62    | Termibús - Arabella         | 20, 30 en verano     |